# Palaeotorymus renzii
Palaeotorymus renzii is een vliesvleugelig insect uit de familie Torymidae. De wetenschappelijke naam is voor het eerst geldig gepubliceerd in 2006 door Peñalver & Engel.